# Lenawee megye
Lenawee megye az Amerikai Egyesült Államokban, azon belül Michigan államban található. Megyeszékhelye és legnagyobb városa Adrian. Lakosainak száma 99 423 fő (2020. április 1.). Lenawee megye Washtenaw, Fulton, Jackson, Monroe, Hillsdale és Lucas megyékkel határos.

## Népesség
A megye népességének változása:
| Lakosok száma | 99 640 | 99 360 | 99 086 | 99 188 | 98 573 | 99 423 |
|               | 2010   | 2011   | 2012   | 2013   | 2015   | 2020   |